# 유앙
교서왕 유앙(膠西王 劉卬, ? ~ 기원전 154년)은 중국 전한의 황족 · 제후왕으로, 전한 고조의 손자며 제도혜왕 유비의 아들이다. 오초칠국의 난에 가담했다.

## 일대기
문제 4년(기원전 176년), 제북왕 유흥거가 반란을 일으켰다 자살한 이듬해에, 문제에게서 형제들과 함께 열후로 봉해져 평창후(平昌侯)가 되었다. 문제 16년(기원전 164년), 전년 제문왕 유칙이 후사 없이 죽어 폐지된 제나라를 일곱으로 나누어 제도혜왕의 아들들과 성양공왕을 봉하면서 교서나라 왕이 되었다. 서울은 고완(高宛)에 두었다.
경제의 시대에, 조조를 중심으로 한 조정에서는 제후왕의 세력을 줄이고자 삭번 정책을 펼쳤다. 교서왕은 작위를 팔고 간음을 한 일 때문에 여섯 현을 삭감당했다. 한 조정은 또 조정에 불만을 품고 있는 오왕 유비에게서 두 군을 잘라내었고, 오왕은 마침내 모반을 일으키고자 하여 동조자를 구하던 중에 교서왕이 용맹하고 호기롭고 군사를 좋아해 제후들의 두려움을 받는다는 말을 듣고, 중대부 응고(應高)를 교서왕에게 보냈다. 교서왕은 응고의 설득을 받아들여 함께 거사를 계획했고, 신하들의 반대를 무릅쓰고 제나라(당시 왕은 제효왕), 치천나라(당시 왕은 유현), 교동나라(당시 왕은 유웅거), 제남나라(당시 왕은 유벽광), 제북나라(당시 왕은 유지)에 사신을 보내 거사에 함께하도록 허락을 받았다. 다만 성양나라는 그 시조 경왕이 한 조정과 함께한 전력이 있다 하여 끌어들이지 않았다.
그러나 제효왕은 마음을 바꾸어 반란에 가담하지 않았고, 제북왕은 낭중령에게 겁박당해 군사를 일으키지 못했다. 교서왕은 교동왕·치천왕과 함께 제나라를 쳐 서울 임치를 포위했다. 제효왕은 포위가 급박해지자 교서왕 등과 함께하려고도 했으나, 아직 정해지지 않은 상태에서 조정의 구원군 소식이 들어왔고, 교서·교동·치천 연합군은 석 달간 임치를 함락시키지 못하다가 오나라와 초나라가 한나라의 주아부가 이끄는 진압군에게 격파당하고 따로 파견한 난포와 조양이 임치를 구원하러 오자 각각 군대를 거느리고 본국으로 물러났다. 교서왕은 태후에게 사죄했고, 태자 덕이 진압군의 방심을 노려 기습을 청했으나 병사들의 마음이 흩어졌다 하여 받아들이지 않았다. 이후 궁고후 한퇴당이 찾아와 처벌을 내리자, 사죄도 하고 조조를 내세워 변명도 하였으나 받아들여지지 않고 한퇴당이 조서를 내어 자결을 권하자 자결했다. 교서나라는 폐지되어 한나라의 군으로 들어갔다.